# Ricercar

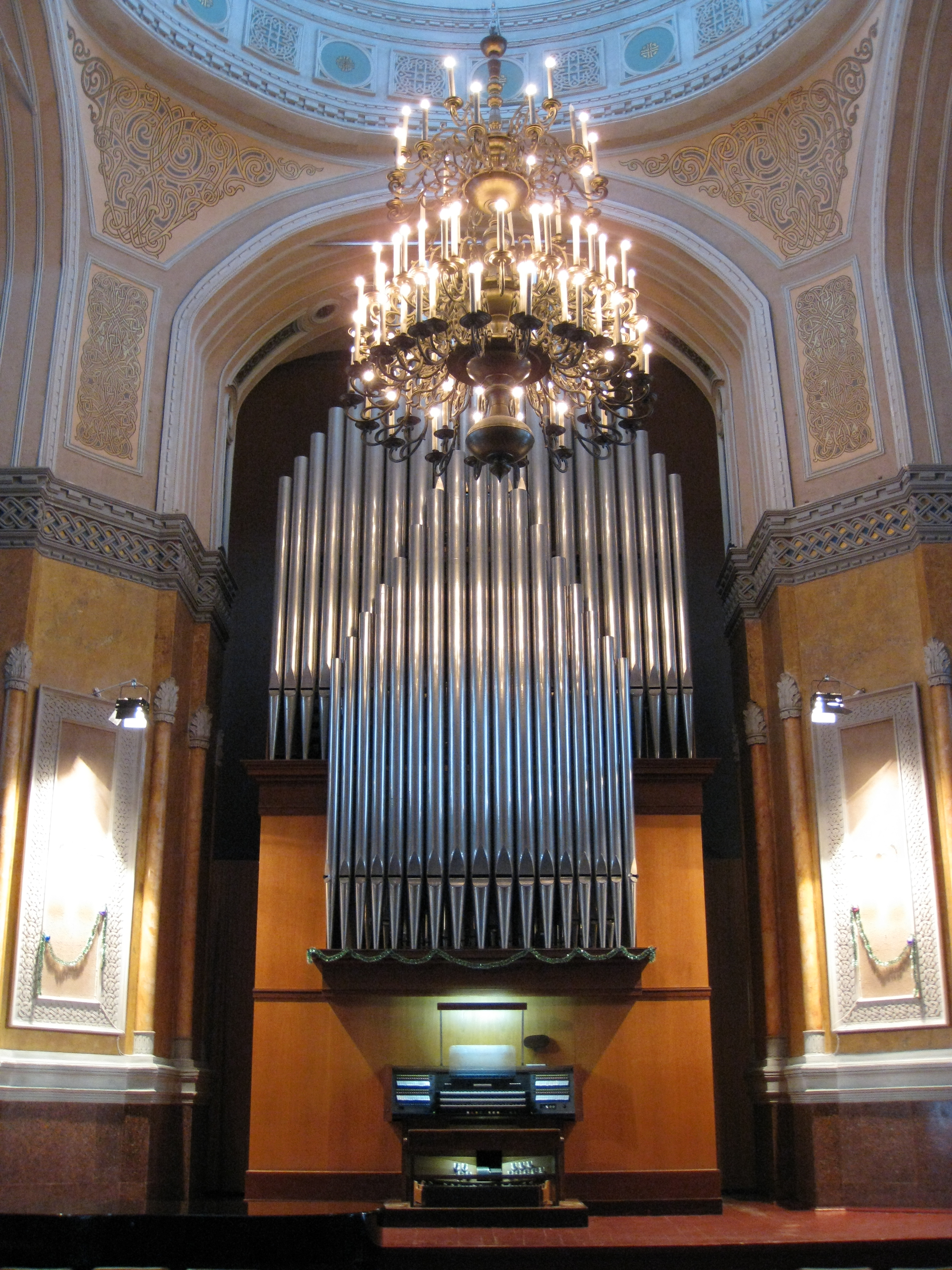
Andrea Gabrieli, Ricercar del Sesto Tuono, interpretat la orgă

Ricercar (din italiană ricercare „a căuta din nou") se numește o compoziție muzicală polifonică, de regulă instrumentală, cu formă liberă, în stil de contrapunct, precursoare fugii, alcătuită din mai multe secțiuni (fiecare având tema sa proprie, liniile de fugă fiind dictate de intersecții aleatorii de motive muzicale sau teme diferite), care se cântă fără întrerupere.
A fost o formă muzicală larg răspândită la sfârșitul Renașterii și la începutul Barocului. Inițial termenul se folosea pentru motetele care erau executate la instrumente.
Unele lucrări în formă de ricercar poartă numele de capriccio sau fantezie.
Ricercarul a influențat fuga din punctul de vedere al structurării materialului tematic. Spre deosebire însă de ricercar, care se caracterizează prin existența mai multor idei tematice, fuga reduce expunerea materialului melodic la o singură temă, prelucrată în diferite moduri.
Printre compozitorii de ricercar se numără și:
- Francesco Bossinensis (1470–1540)
- Vincenzo Capirola (1474–1548)
- Marco Antonio Cavazzoni (1490–1560)
- Jacques Brumel (ca.1490–1564)
- Francesco da Milano (1497–1543)
- Jacques Buus (ca.1500–1565)
- Girolamo Cavazzoni (ca.1525–ca.1577)
- Annibale Padovano (1527–1575)
- Andrea Gabrieli (ca.1533–1585)
- Rocco Rodio (ca.1535–1615)
- Luzzasco Luzzaschi (1545–1607)
- Giovanni Battista Conforti (ca.1550–1570)
- Girolamo Frescobaldi (1583–1643)
- Johann Jacob Froberger (1616–1667)